# Gallitzin (Pennsylvania)
Gallitzin ist eine Gemeinde (Borough) im Bundesstaat Pennsylvania der USA. Das U.S. Census Bureau hat bei der Volkszählung 2020 eine Einwohnerzahl von 1.536 ermittelt.

## Geographie

### Geografische Lage
Die Kleinstadt befindet sich in den Allegheny Mountains in Zentral-Pennsylvania auf einer Höhe von 677 Metern und hat eine Fläche von 1,8 km². Die Anhöhe ist Teil der Östlichen Kontinentalen Wasserscheide, Gallitzin liegt bereits im Einzugsbereich des Mississippi.
Der Ort gehört zum Cambria County. Im Norden, Westen und Süden umgibt das Gallitzin Township die Gemeinde, östlich schließt unmittelbar der Ort Tunnelhill an.

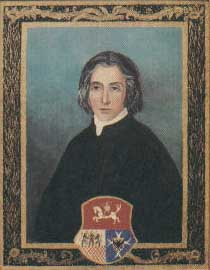
Gallitzin

## Geschichte
Gallitzin ist nach dem römisch-katholischen Priester und Missionar Demetrius Augustinus Gallitzin benannt, der auch die nahe Siedlung Loretto gründete. Gallitzin selbst wurde um 1850 im Zuge des Baus der Eisenbahnlinie über die Allegheny Mountains gegründet und war bis 1873 Bestandteil des Gallitzin Townships. Seit dem 3. Dezember 1873 ist Gallitzin eine eigenständige Gemeinde mit dem Status eines Boroughs.
Wie ein Großteil des Cambria Countys wurde der Ort vom Kohlenbergbau geprägt, welcher um 1850 begann und ein bedeutender Wirtschaftszweig war. Unternehmen wie die Gallitzin Coal & Coke Company oder die Taylor & McCoy Coal & Coke Company förderten Steinkohle und stellten Koks her. Nach dem Zweiten Weltkrieg ging die Kohleförderung zurück und damit die Arbeitsplätze verloren. Die Bevölkerungszahl von Gallitzin verringerte sich nach dem Höchststand von 3618 Einwohnern im Jahr 1940 sukzessive.

## Verkehr
Die Gallitzin-Tunnel durchqueren seit den 1850er Jahren die Anhöhe auf der Gallitzin liegt und sind Bestandteil eines wichtigen Eisenbahn-Ost-West-Korridors. In den hier engen Kurven der Strecke entgleiste am 18. Februar 1947 wegen überhöhter Geschwindigkeit der von zwei Dampflokomotiven gezogene Red Arrow-Express der Pennsylvania Railroad. Keine der beiden Lokomotiven war mit einem Tachometer ausgerüstet. 24 Menschen starben.